# Semowo
Semowo is een bestuurslaag in het regentschap Semarang van de provincie Midden-Java, Indonesië. Semowo telt 3825 inwoners (volkstelling 2010).